# Hessische Hausstiftung
Die Hessische Hausstiftung (von 1928 bis 1986 Kurhessische Hausstiftung) ist eine Familienstiftung des Hauses Hessen, aus dem die früheren Landgrafen, Kurfürsten und Großherzöge von Hessen entstammten. Ihre Aufgabe ist der Erhalt der Kulturwerte des hessischen Fürstenhauses. Die Stiftung mit Sitz in Kronberg im Taunus bemüht sich darüber hinaus, das Andenken an die Landgrafen von Hessen-Kassel und Hessen-Darmstadt sowie an die Kurfürsten und Großherzöge von Hessen zu bewahren.

## Vorgeschichte
1830/31 errichtete das regierende Haus Hessen-Kassel ein Familienfideikommiss, in dem das Privateigentum des Hauses zusammengefasst wurde. Als nach dem Preußisch-Österreichischen Krieg 1866 das Königreich Preußen das Kurfürstentum Hessen annektierte, beschlagnahmte die preußische Regierung unter Bismarck dieses Privateigentum – bestehend aus bedeutenden Immobilien, einem Gold- und Silberschatz sowie kunsthistorischen Gegenständen – und ließ diese Güter vom „Reptilienfonds“ verwalten. Das Eigentumsrecht am Fideikommiss beanspruchte nunmehr die Krone Preußens. Dieser Anspruch war nach der Kurhessischen Verfassung von 1831 ungerechtfertigt, da es sich bei den beschlagnahmten Vermögenswerten um privates Eigentum des Hauses Hessen-Kassel gehandelt hatte, das vom kurhessischen Staatsbesitz getrennt gewesen war.
Nach dem Prager Frieden und der Annexion Kurhessens durch Preußen wurde zwischen letzterem und dem entthronten Kurfürsten Friedrich Wilhelm von Hessen-Kassel († 1875) am 17. September 1866 in Stettin ein Vertrag abgeschlossen, in dem Friedrich Wilhelm, ohne jedoch auf seine Hoheitsrechte definitiv zu verzichten, gegen eine finanzielle Abfindung (bestritten aus dem Reptilienfonds) seine Untertanen von ihren Pflichten ihm gegenüber entband. Er ging ins Exil auf sein böhmisches Schloss Horschowitz. 
Noch bei Lebzeiten des Kurfürsten sicherte Preußen 1873 seinem erbfolgeberechtigten Vetter zweiten Grades, Landgraf Friedrich Wilhelm von Hessen (1820–1884) aus dem Seitenzweig Hessen-Kassel-Rumpenheim, für den jeweiligen Chef des Hauses Hessen-Kassel ein jährliches Einkommen von 606.000 Mk zur Aufrechterhaltung eines fürstlichen Lebensstils zu. Die Verwaltung des Fideikommisses wurde 1876 der Provinzialregierung in Kassel übertragen, die auch die Unterhaltung der zum Fideikommiss gehörenden Schlösser, Parks etc. zu bestreiten hatte. 1875 starb der Kurfürst; seine Kinder aus morganatischer Ehe waren nach dem Hausgesetz nicht nachfolgefähig für das Fideikommissvermögen, jedoch erbberechtigt für sein Privatvermögen (siehe: Fürsten von Hanau). Sein Nachfolger als Chef des Hauses Hessen-Kassel wurde sein Cousin, der Landgraf, der seit 1853 mit Prinzessin Maria Anna von Preußen verheiratet war. Der preußische Staat übertrug diesem nunmehr Teile des beschlagnahmten Fideikommissvermögens zu Eigentum, insbesondere das Fuldaer Stadtschloss, das Schloss Fasanerie bei Fulda und das Schloss Philippsruhe bei Hanau mit der zugehörigen Fasanerie beim Wilhelmsbad, ferner den Silberschatz und den Familienschmuck sowie weitere Mobilien aus dem Palais Bellevue in Kassel und dem Jagdschloss Wabern. Auf der Grundlage des Vertrages von 1873 errichtete Landgraf Friedrich Wilhelm nunmehr 1878 ein neues Familienfideikommiss des vormals kurhessischen Hauses, in das er diese zurückübertragenen Vermögenswerte sowie sonstigen Familienbesitz (wie die Schlösser Rumpenheim, Philippsruhe oder das Gut Panker in Holstein) einbrachte.

## Geschichte der Stiftung
Gegründet wurde die Stiftung als Kurhessische Hausstiftung 1928, als die Weimarer Verfassung die Auflösung der Familienfideikommisse forderte und der Besitz andernfalls verstaatlicht worden wäre. 1950 verkaufte die Stiftung das Schloss Philippsruhe, 1956 das Palais Bellevue (Kassel) und 1965 das Rumpenheimer Schloss. 1957 erwarb sie das Weingut Prinz von Hessen im Rheingau und erweiterte es in den Folgejahren.
Moritz von Hessen-Kassel (1926–2013) wurde 1960 von Ludwig Prinz von Hessen und bei Rhein († 1968), dem kinderlosen Oberhaupt der anderen Hauptlinie, der Großherzöge von Hessen und bei Rhein, adoptiert und als Erbe eingesetzt. Durch diesen Erbgang wurden die beiden seit 1567 getrennten Hauptlinien des Hauses Hessen – Kassel und Darmstadt – in seiner Person wieder vereinigt. Er brachte einen beachtlichen Teil des Familienvermögens auch der Darmstädter Linie in die nunmehrige Hessische Hausstiftung ein und leitete als Vorsitzender der Stiftung die Verwaltung des historischen Kulturbesitzes. 
Heute gehören der Stiftung neben dem als Familiensitz dienenden Schloss Wolfsgarten im hessischen Langen eine umfangreiche Kunstsammlung, die zu großen Teilen im stiftungseigenen Museum Schloss Fasanerie in Eichenzell bei Fulda ausgestellt ist, ferner das Schloss Friedrichshof (Schlosshotel Kronberg) in Kronberg im Taunus, das ehemalige Hotel Hessischer Hof in Frankfurt am Main, das Weingut Prinz von Hessen in Johannisberg im Rheingau sowie mit dem Gut Panker ein landwirtschaftlicher Besitz in Schleswig-Holstein. Im Privatbesitz des Hauses Hessen befand sich bis 2016 das zum Darmstädter Erbe gehörende Schloss Tarasp im Unterengadin. 
Bedeutendster Kunstbesitz war die Darmstädter Madonna. Diese wurde zu einem ungenannten Preis, der bei rund 50 Mio. Euro liegen soll, im Juli 2011 an den Unternehmer und Kunstsammler Reinhold Würth verkauft, um Steuer- und Gebäudelasten zu finanzieren.

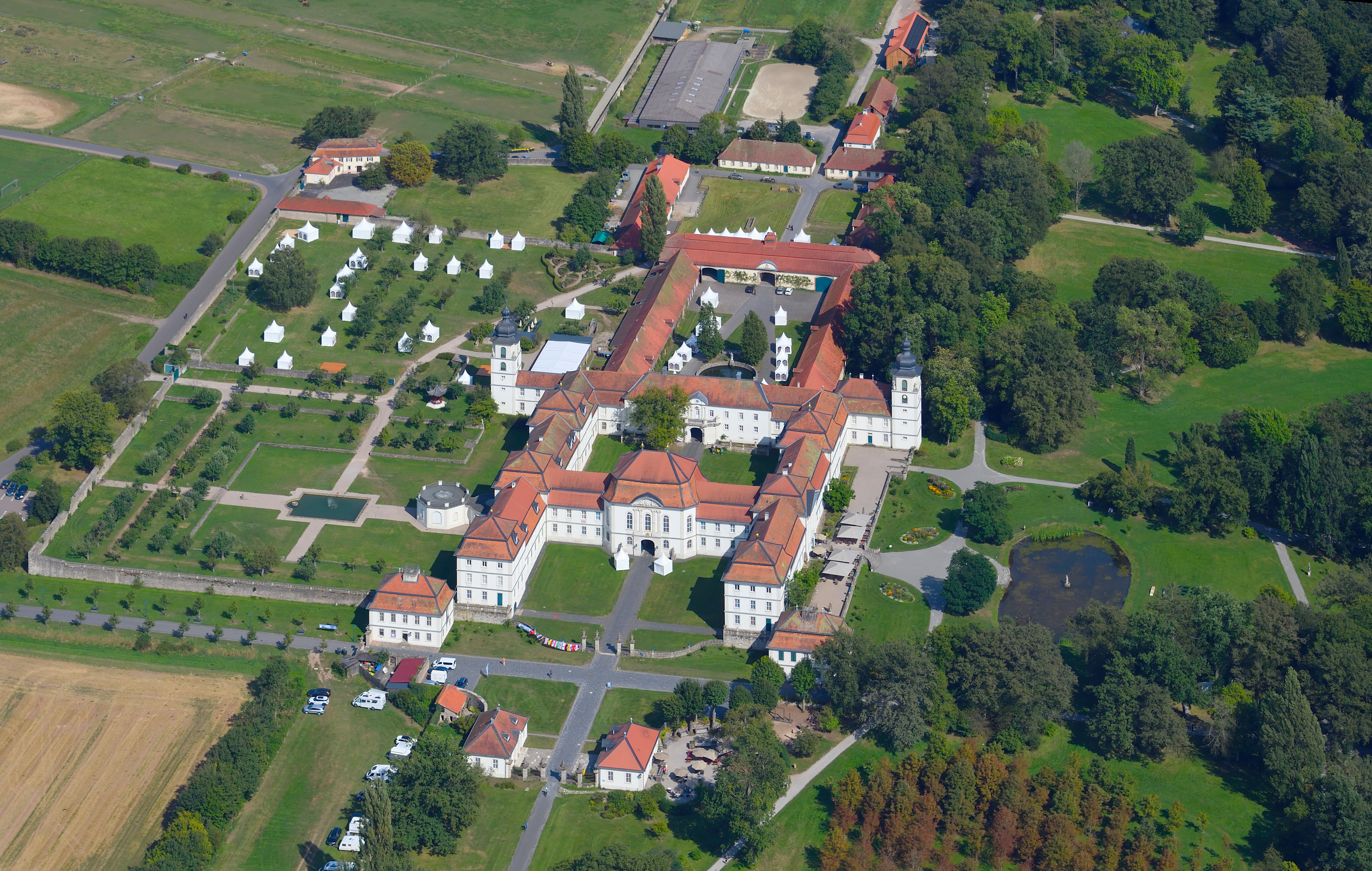
Schloss Fasanerie
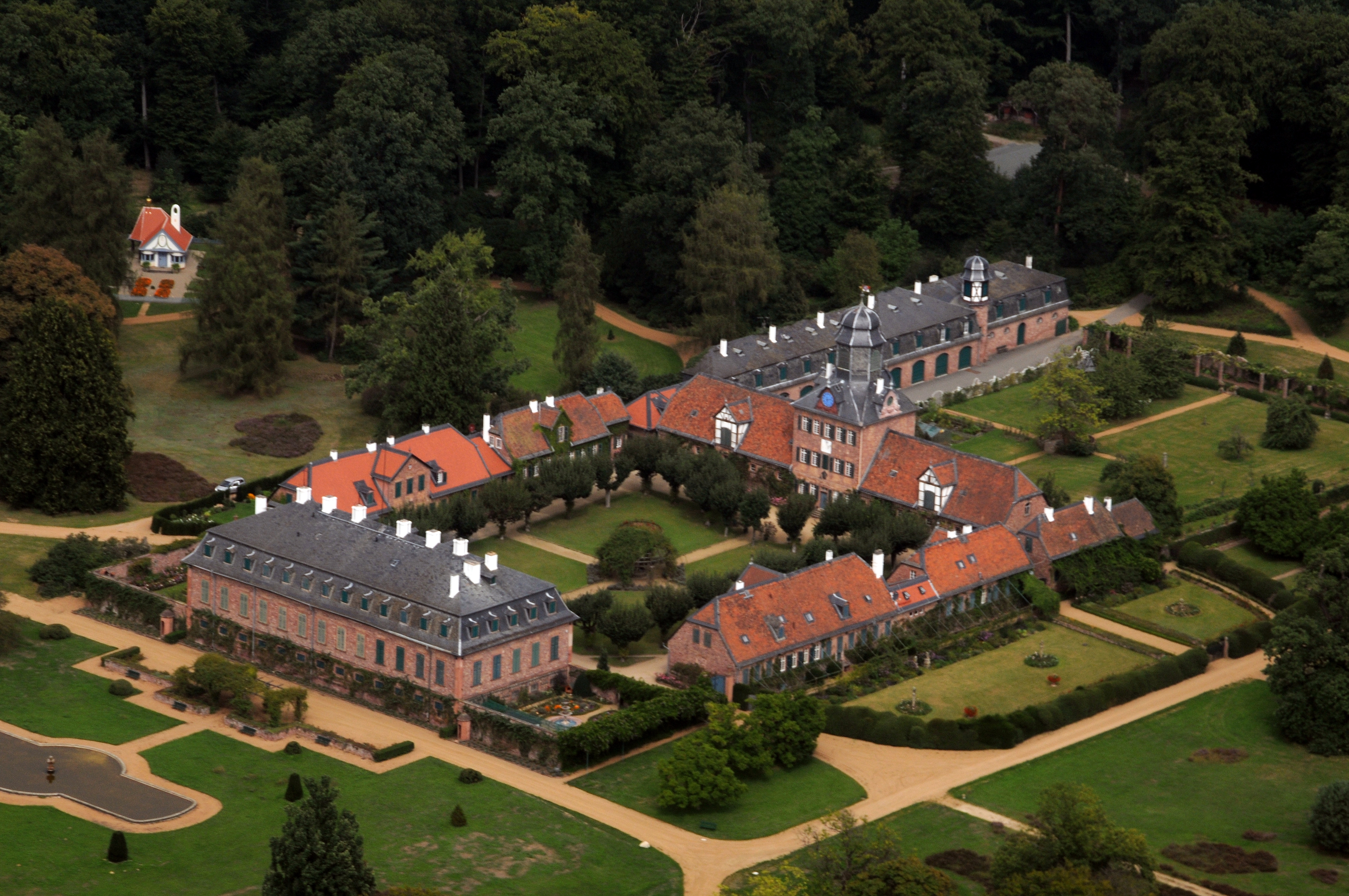
Schloss Wolfsgarten
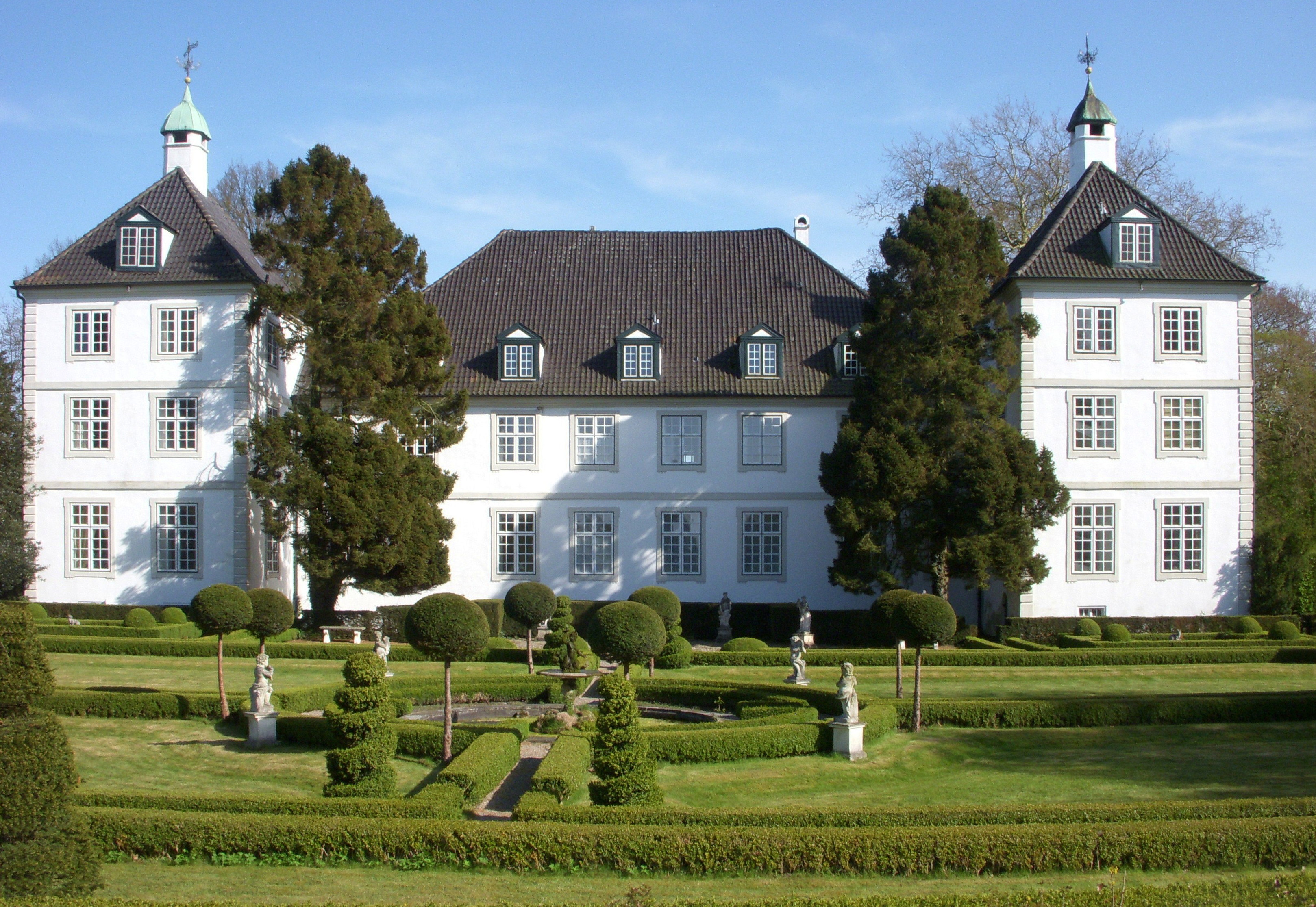
Gut Panker
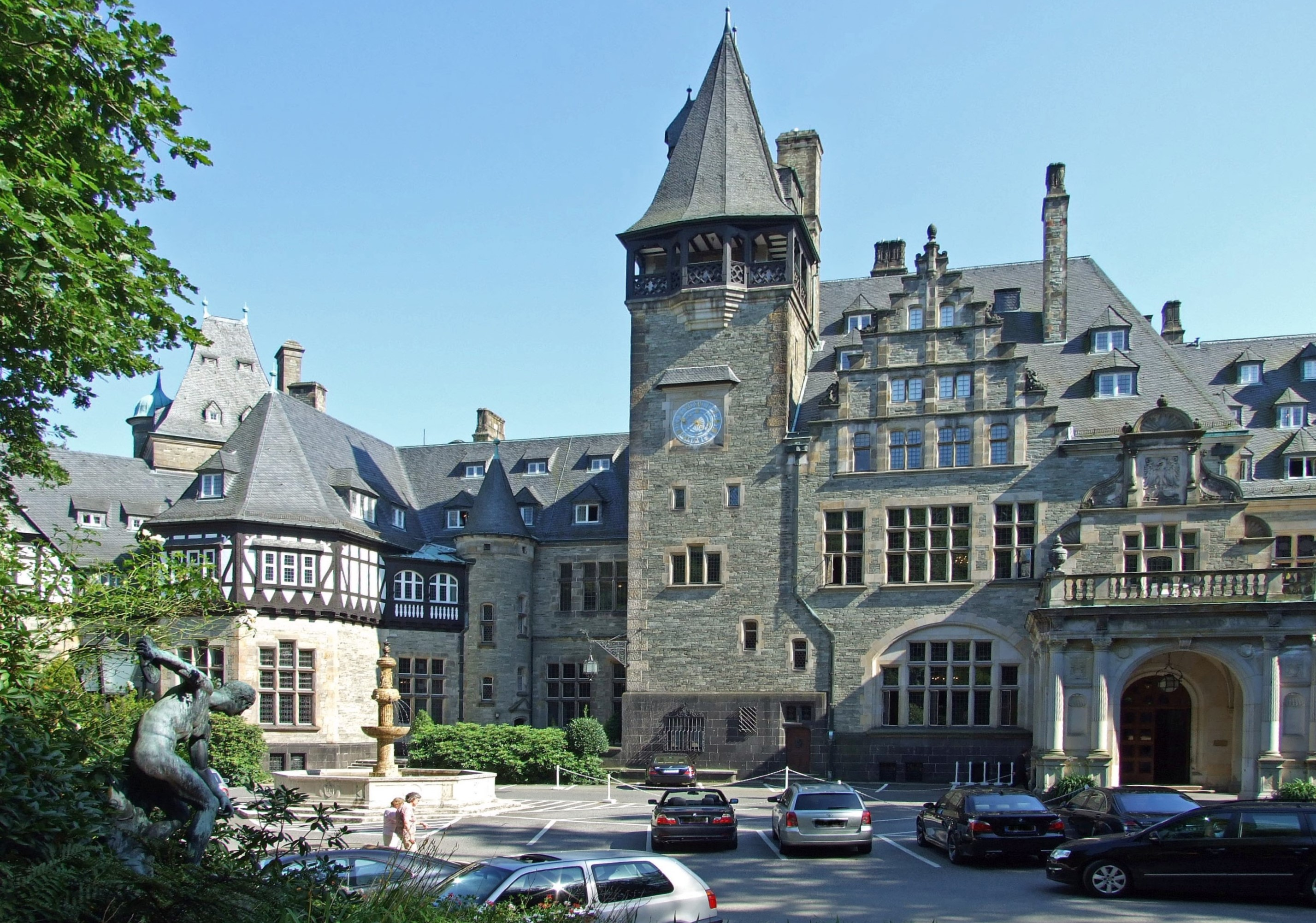
Friedrichshof (Schlosshotel Kronberg)
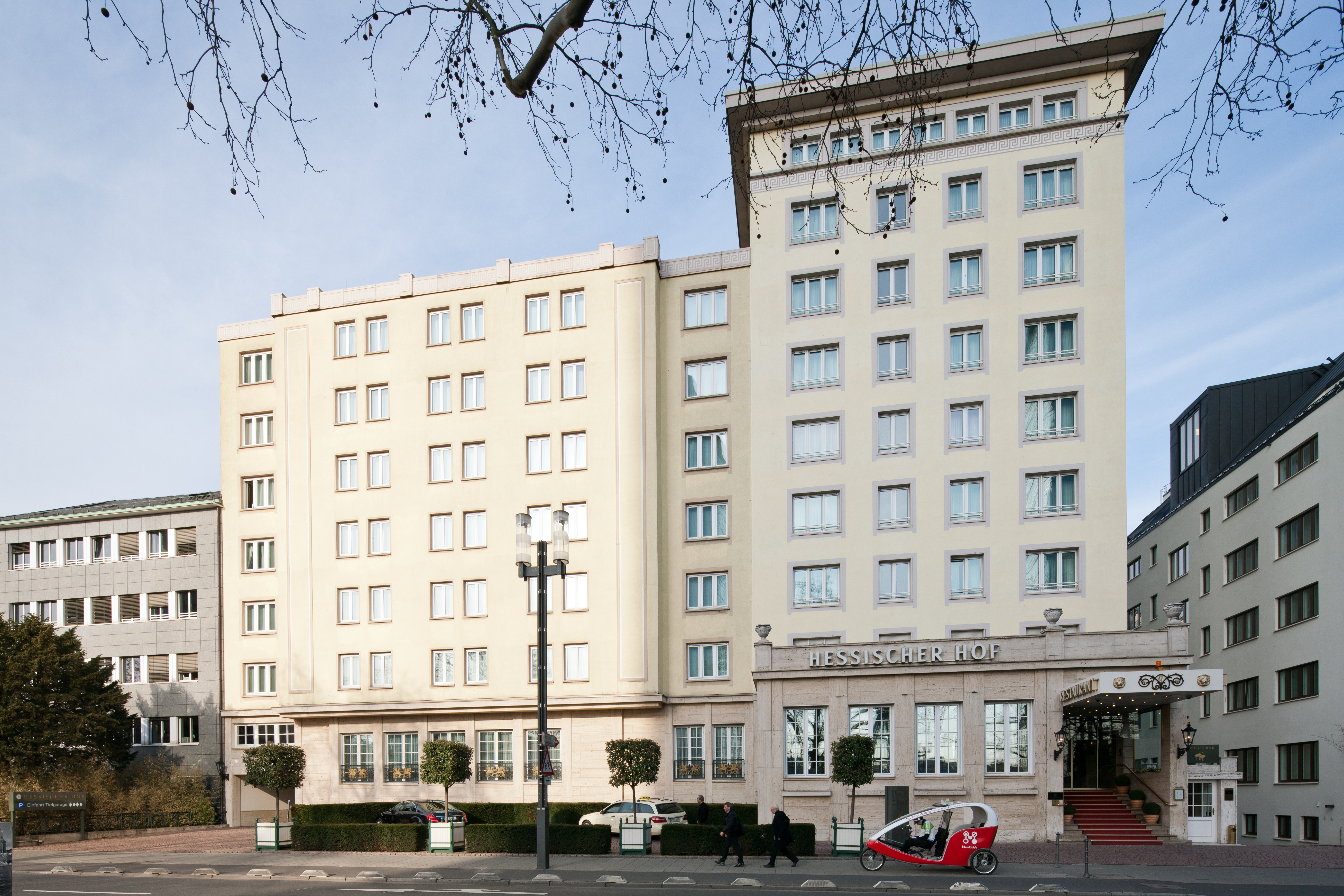
Hotel Hessischer Hof in Frankfurt